# Des haricots partout
Des haricots partout est la 77e histoire de la série Spirou et Fantasio de Jean-Claude Fournier. Elle est publiée pour la première fois dans Spirou du no 2149 au no 2162. Cette histoire est la suite de Kodo le tyran.

## Résumé
L'attentat du pont de Pagor Tevat échoue heureusement et se retourne même contre Kodo. Les deux artificiers de Kodo préfèrent rejoindre la rébellion plutôt qu’être empalés par Kodo. Fantasio peut ainsi inspecter Kuor-Lamb et récolter des informations sur la façon dont les récoltes de Kodo fonctionnent. Cependant, il continue à multiplier les maladresses en questionnant les hommes de Kodo sur des choses installées par l’inspecteur général avant, d’où l’étonnement de ceux-ci.
Spirou parvient à entrer en contact avec lui grâce au pigeon de Prabang et les rebelles arrangent son enlèvement. Fantasio ayant prévenu qu’il sortirait en ville, Mattéo et Kodo prévoient eux aussi de l’enlever mais échouent encore. Enfin réunis, ils mettent au point un plan pour renverser le dictateur grâce aux informations apportées par Fantasio : ils échangent notamment les étiquettes du défoliant et de l’insecticide.
La conséquence est que, sous le conseil de Fantasio revenu qui met en garde contre les sauterelles, Kodo fait asperger du défoliant sur les champs de pavot en croyant déverser de l’insecticide, détruisant ainsi entièrement la récolte d’opium.
Mattéo veut partir pour émettre un rapport sur l’inspecteur général et sa disparition afin de remplacer celui-ci et apporter des armes et munitions au Çatung. Les rebelles profitent de son départ pour l’enlever et le remplacer par Spirou qui sort du pays et rallie à leur cause le Comte de Champignac. Spirou est ramené à nouveau au Çatung par John Madflying, pilote maladroit mais non ivre cette fois-ci, après tout de même quelques « pirouettes ». Avec l'aide de l'OMS, où le Comte a des relations, ils trompent Kodo en envoyant au Çatung des machines agricoles et des haricots après lui avoir envoyé un faux message de Mattéo sur un convoi d’armes et de munitions. Ils parviennent enfin à renverser le dictateur, le jour de son anniversaire, qui fuit le pays.
Un an plus tard, le comte et ses amis reçoivent des nouvelles du Çatung, qui est devenu un pays agricole et qui exporte sa production. En se promenant avec Ororéa sur un marché, Spirou et Fantasio y rencontrent… Kodo et Chop Suey vendant des haricots du Çatung! Pour s’être moqués de l’ancien maréchal-président, les deux journalistes reçoivent en retour des tomates dans la figure.

## Personnages
- Spirou
- Fantasio
- Spip
- Le comte de Champignac
- Ava Savati
- Prabang
- Jataka Kodo
- Chop Suey
- Matteo
- John Madflying
- Sirk Hamar (première apparition)
- Ororéa (apparition très discrète… et dernière)

## Publication

### Revues
- Publié pour la première fois dans le journal de Spirou du n°2149 au n°2162.

### Album
Il s'agit du numéro 29 des Aventures de Spirou et Fantasio, datant du 23 juillet 1979.